# 原乡小镇
原乡小镇，又称蝴蝶原乡小镇、原乡蝴蝶小镇、湖州中国原乡小镇，是一处位于中华人民共和国浙江省湖州市吴兴区妙西镇肇村的旅游景区，由湖州原乡假日小镇实业有限公司运营。位于西塞山旅游度假区内，总投资30亿元，用地面积1480余亩，于2016年启动建设，建设期为五年。2018年3月3日正式开园。原乡小镇项目共分为生态农业观光、农耕体验、水上活动、拓展训练、高端养老、创意工坊和休闲服务等7个功能区，将打造成为浙北地区的最大设施农业观光园和长三角地区最大的蝴蝶生态园。目前，原乡小镇是国家4A级旅游景区、全国休闲农业与乡村旅游五星级示范区，入选浙江省省级特色小镇第二批培育名单。

## 历史
“原乡”是一种综合度高的乡村文化旅游休闲度假模式，旨在向都市的中产阶级提供回归自然乡土的健康生活方式。原乡小镇由原乡文旅集团投资开发，华盛达控股集团有限公司和上海维赁实业有限公司共同投资30亿元，是浙江省重大产业项目、浙商回归项目。原乡小镇于2016年2月份完成项目签约，3月7日（一说5月）正式动工建设。为了加快建设，妙西镇大力整治污水和畜禽养殖棚，并投资3000多万元修建一条约5公里长的进村道路。2016年7月，浙江省旅游局组织召开全省创国家4A级旅游景区景观资源评审会，原乡小镇参加并顺利通过专家委员会评审。同月底，原乡小镇被列入2016年浙江省“坡地村镇”建设用地试点项目，小镇建设可实现点状供地，仅占用100多亩土地用于建设，其余全是不经过施工的绿地，节省投资成本，保护生态环境。9月，西塞山省级旅游度假区召开专项推介会，原乡小镇正式亮相。11月，“原乡建设基金”完成建设，政府募集3000万资金。
到2017年5月底，小镇会客厅、游客服务中心、蝴蝶生态馆等初步完工，原预计在2017年下半年对外开放。2017年7月19日，原乡蝴蝶文化旅游节在原乡小镇启动，来自世界旅游组织、亚太旅游协会等组织的近百名旅游界知名人士、文化名人齐聚小镇，当天现场举办了蝴蝶放飞环节。亚太旅游协会首席运行官戴尔·劳伦斯对小镇给出了积极评价。2017年8月，原乡小镇入选浙江省级特色小镇第二批培育名单。
小镇最终于2018年3月3日对外开放。当天上午，吴兴西塞山文化旅游节暨湖州中国原乡小镇开园仪式举行，包括舞蹈表演、国家4A级景区授牌、微信互动、与旅行社签订战略合作等环节。原乡小镇成为妙西镇唯一的国家4A级景区、吴兴区最大的一、二、三产融合发展旅游综合体。小镇还和《湖州晚报》合作，发出了200张免费门票。小镇开园10天，游客量近3万人次，其中3月11日单日接待游客6000人次。旅游节期间，原乡小镇梅花节、“文学照亮生活原乡如此梅好”首届全国文学创作大赛、“蝴蝶去原乡花开寻春天”大型户外活动、原乡亲子嘉年华等活动陆续举办。2018年10月28日，第三届世界乡村旅游大会在吴兴举办，原乡小镇成为举办地。2019年2月，小镇入选第一批浙江省中小学生研学实践教育基地。3月4日，小镇第五届梅花节拉开帷幕。2019年8月，吴兴区第二届黄桃节日前在原乡小镇举行。
2019冠状病毒病疫情期间，原乡小镇一度关闭。2020年2月22日，“在湖州看见美丽中国”湖州市重大文旅建设项目集中复工暨“春来游吴兴”原乡小镇主题活动启动仪式举行，原乡小镇自该日起开展为期一月的活动，游客提前一天在线购买门票后，凭9.9元的价格和绿色健康码即可入园。

## 地理位置
原乡小镇位于湖州市西16公里，306省道南侧2公里，距离湖州高铁站7公里，距离杭宁高速湖州南出口13公里，申嘉湖高速潘村出口可直达景区。距离湖州中心城区20分钟车程。公共交通方面，乘坐公交314路在原乡庄站下车即可到达。

## 景点设施
小镇内建有宣称为全亚洲最大、集蝴蝶养殖、观赏、放飞、科普教育为一体的生态科普馆；内有千亩梅花观赏园、百亩桃花林与茶园，自称是华东地区最佳赏梅地之一；沿山势建有中国大陆最长的原枕木观光栈道，栈道上有12个以梅命名的观梅亭；有原乡湖、童心童趣园、吉缘花田、侬情蜜意、原乡农场等特色景观。设施方面，景区建设了8座厕所，共计650平方米，总投资200多万元。8座厕所内均含有“第三卫生间”，用于行为障碍者或协助行动不能自理的亲人使用。

### 蝴蝶生态科普馆
原乡小镇周围被发现有40多种蝴蝶常年生长。景区内有蝴蝶生态科普馆，是中国林科院的“观赏蝶科研示范基地”，宣称是亚洲规模最大、种类最多的蝴蝶生态科普体验馆。馆内有蝴蝶科普博览、蝴蝶幼虫、羽化、蝴蝶放飞、蝴蝶科研和儿童DIY等区块。在馆内可以观察蝴蝶如何破蛹成蝶，可以通过3D影像、图片和文字来了解蝴蝶的生活习性等知识，也可以参与体验蝴蝶标本制作、活体蝴蝶放飞等活动。游客可以在原生态环境下，与上百种蝴蝶零距离接触。这里将成为集蝴蝶观赏、养殖、加工、科研、青少年科普教育为一体的综合性科研示范基地，将打造亚洲最大的室内蝴蝶文化科普体验馆。

### 其他景点
景区内有茶经书院，可进行茶艺、香道、古琴等中华文化研修，也可了解湖州状元文化。景区内的童心童趣园，内设阳光草坪、动物雕塑、蘑菇乐园、林间小屋、百年柿子树等场景，有戏水、植物迷宫、原乡滑草、秋千等活动项目，家长和孩子可以一同参与游玩。景区内有农场和马术俱乐部，开设跑马场、梅花鹿舍、开心鱼塘、天鹅鸳鸯、农耕体验区等互动游玩项目，可以体验农耕，与动物互动。馆内还开设有原乡探险公园。内设288米长，88米落差及酷炫5D特效的玻璃桥、玻璃滑道、彩虹滑草，并拥有轨道长约1500米的童话小火车等项目。该小火车按照原始火车1比10的比例研发制造。

### 景区分区
| 分区           | 包含景点或内容 |
| -------------- | --- |
| 生态农业观光区 | 种植大棚、蝴蝶生态园、牡丹观赏园、梅花观赏园、樱花观赏园、桃花观赏园、梨花观赏园、植物科普园、四季花海（金盏菊、黄花菜、薰衣草、玫瑰、向日葵、映山红、茶花等）。 |
| 农耕体验区     | QQ农场、亲子活动项目、特色水果；桃园、梨园、杨梅园、枇杷园等果园。                                                                                               |
| 水上活动区     | 划船运动、垂钓活动。 |
| 拓展训练区     | |
| 高端养老区     | |
| 创意工坊区     | 设计创意、文化创意等 |
| 休闲服务区     | 农产品展示中心、旅游服务中心、休闲度假中心。 |

## 景区荣誉
目前，原乡小镇是国家4A级旅游景区、全国休闲农业与乡村旅游五星级示范区，入选浙江省省级特色小镇第二批培育名单，是全国中小学环境教育实践基地，浙江省生态文化基地、第三届世界乡村旅游大会先进集体。